# اکرو لاین
اکرو لاین (انگلیسی: Eckerö Line) شرکت کشتیرانی فنلاندی است، که در سال ۱۹۹۵ تأسیس شد.